# Husayn II ibn Ala al-Dawla
Husayn II ibn Ala al-Dawla (1407-11 d'octubre de 1431) fou un príncep i sultà jalayírida que va governar a l'Iraq del 1423 o 1424 fins al 1431. Era fill d'Ala al-Dawla ibn Ahmad i net del sultà Ahmad ibn Uways.
A la mort del seu cosí Muhammad ibn Shah Walad possiblement en combat, Husayn fou proclamat sultà quan només conservava Bàssora i Wasit. Els fets del seu regnat són molt poc coneguts però devia pactar amb els kara koyunlu dirigits per Shah Muhammad ibn Qara Yússuf (governador 1412-1433) dels que va esdevenir vassall; va aconseguir dominar la major part del Iraq, excepte la regió a l'entorn de la capital Bagdad, potser aprofitant la derrota de Shah Muhammad contra el seu germà Ispan ibn Qara Yússuf de Hamadan, que havia envait el país i havia obligat a Shah Muhammad a fer-se fort a la capital (1431).
Ispan va atacar aleshores els jaliyírides. Husayn es va fer fort a Hilla on fou assetjat; el setge va durar set mesos fins que la ciutat fou conquerida i Husayn II fou fet presoner. Ispan va ordenar la seva execució que es va produir l'11 d'octubre de 1431. Les forces kara koyunlu es van dirigir seguidament Bàssora i Wasit que van ocupoar i van liquidar el domini jalayírida. Bagdad va resistir a Ispan fins al 1433.